# Rezerwat przyrody Czeszewski Las
Rezerwat przyrody Czeszewski Las – krajobrazowy rezerwat przyrody położony na terenie Żerkowsko-Czeszewskiego Parku Krajobrazowego w gminach: Miłosław, w powiecie wrzesińskim oraz Żerków w powiecie jarocińskim województwa wielkopolskiego.
Został ustanowiony na mocy rozporządzenia Nr 35/2004 Wojewody Wielkopolskiego z dnia 26 marca 2004 r. (Dz. Urz. Woj. Wlkp Nr 47, poz. 1093), w wyniku czego likwidacji uległy dwa inne rezerwaty: Czeszewo (27,61 ha) i Lutynia (45,88 ha).
Początkowo za rezerwat uznano grunty leśne, łąki, wody i bagna o powierzchni 223,09 ha, w 2021 roku powiększono obszar do 500 ha.
Celem ochrony jest kompleks naturalnych lasów i starorzeczy na terenie zalewowym Warty wraz z typową dla lasów łęgowych florą i fauną. Spotkać tutaj można okazałe ok. 160-letnie dęby o wys. do 34 m i obwodzie pnia do 400 cm. W rezerwacie rośnie także klon zwyczajny osiągający 34 m wysokości i 80 cm średnicy pnia.